# Vane Pennell
Vane Hungerford Pennell (* 16. August 1876 in London; † 17. Juni 1938 in Bournemouth) war ein britischer Racketsspieler.

## Erfolge
Bei den Olympischen Spielen 1908 in London nahm Vane Pennell unter anderem an den Racketswettbewerben im Einzel und Doppel teil. Gemeinsam mit John Jacob Astor wurde er dabei Olympiasieger. Es gab insgesamt nur zwei Spiele in dem Wettbewerb: im Halbfinale setzten sich Pennell und Astor gegen Evan Baillie Noel und Henry Leaf durch, sodass im Finale Pennell und Astor auf Edmund Bury und Cecil Browning trafen. Pennell und Astor gewannen die Partie mit 6:15, 15:7, 16:15, 15:6 und 15:7. Im Einzel schied er im Viertelfinale gegen den späteren Olympiasieger Evan Baillie Noel aus und schloss den Wettbewerb auf Rang fünf ab. Pennell trat zudem im Jeu de Paume an, kam dort aber ebenfalls nicht über das Viertelfinale hinaus. Er unterlag abermals dem späteren Olympiasieger, in diesem Fall Jay Gould II. Zweimal wurde er britischer Meister im Doppel.
Pennell diente während des Ersten Weltkriegs im Royal Army Service Corps der British Army und bekleidete den Rang eines Captains.